# 1033 Сімона
1033 Сімона (1033 Simona) — астероїд головного поясу, відкритий 4 вересня 1924 року.
Тіссеранів параметр щодо Юпітера — 3,216.